# Eduard Genast

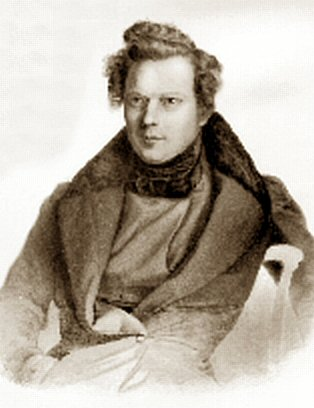
Eduard Genast

Eduard Franz Genast (* 15. Juli 1797 in Weimar; † 3. August 1866 in Wiesbaden) war ein deutscher Opernsänger (Bass), Schauspieler, Komponist, Theaterdirektor und Regisseur.

## Leben
Genast kam am 15. Juli 1797 als Sohn des bekannten Schauspielers und Regisseurs Anton Genast in Weimar zur Welt. Nach der Schule lernte er zunächst das Konditorhandwerk, da sein Vater gegen eine Theaterlaufbahn war, und brachte es in seinem Beruf bis zum Gehilfen der großherzoglichen Hofkonditorei.

### Ausbildung zum Sänger und Schauspieler
Er hatte nach seinem Stimmbruch eine angenehme Baritonstimme, weshalb er ab 1813 eine Gesangsausbildung durch den Musikdirektor Carl Eberwein erhielt, die seine schon vorhandene Begeisterung für die Schauspielerei und Musik noch steigerte. Bereits am 23. April 1814 debütierte er am Hoftheater in Weimar unter Goethes besonderer Leitung als Osmin in dem Singspiel Die Entführung aus dem Serail von Wolfgang Amadeus Mozart. Von Goethe bekam er ein Engagement als zweiter Bassist. 1816 bildete Genast seine Stimme bei Wilhelm Häser in Stuttgart weiter. Es folgten Engagements in Dresden, Hannover und Prag sowie – unter Theodor von Küstner – von 1818 bis 1828 in Leipzig. In dieser Zeit heiratete er die Sängerin Karoline Christine Böhler und hatte mit ihr fünf Kinder: Die vier Töchter Johanna, Dorothea, Antonia – – „Toni“ genannt – und die jüngste Tochter Emilie, die eine berühmte Sängerin wurde, sowie den Sohn Wilhelm Genast, der spätere Dramatiker. Außer als Sänger konnte sich Genast auch als Schauspieler etablieren. Für diese Vielseitigkeit wurde er vielfach bewundert.

### Theaterleitung in Magdeburg und Weimar

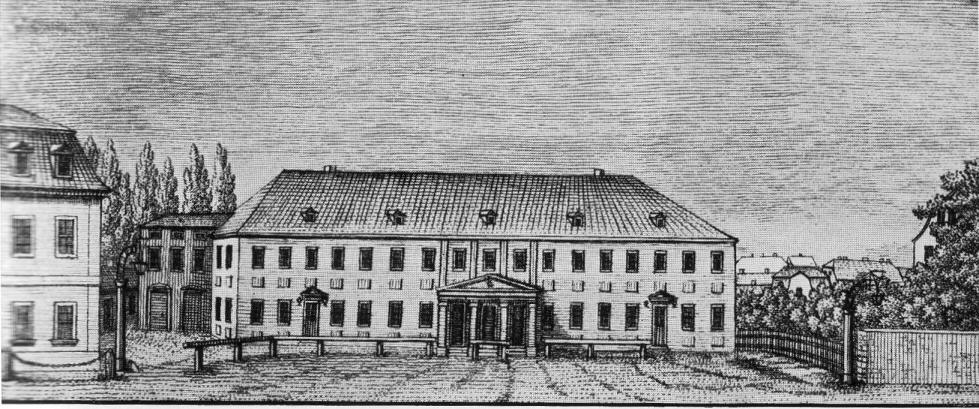
Das Weimarer Hoftheater um 1800

Nach dem Weggang von Küstner aus Leipzig folgte Genast im Frühjahr 1828 dem Ruf des Magdeburger Theaterkomitees unter August Wilhelm Franke und übernahm die Leitung des Stadttheaters in Magdeburg als auch das Amt des Oberregisseurs. Da zur selben Zeit das Leipziger Stadttheater aufgelöst wurde, konnte er herausragende Schauspieler für seine Bühne verpflichten und eine Reihe ausgezeichneter Stücke aufführen. In knapp zwölf Monaten führte Genast 37 anspruchsvolle Werke auf, die Maßstäbe setzten, darunter 21 Opern. Die Schaffensperiode in Magdeburg dauerte nur kurz, da er im April 1829 vom Weimarer Hoftheater ein Engagement auf Lebenszeit bekam. Von 1833 bis 1851 führte er in Weimar auch die Opernregie. 1860 wurde er pensioniert. Seitdem wurde er auf dem Theaterzettel nur als Ehrenmitglied und Gast erwähnt.

### Komponist am Lebensende
Unter allgemeiner Anteilnahme verabschiedete er sich 1864 zu seinem 50-jährigen Bühnenjubiläum ganz vom Theater, komponierte aber unter anderem Lieder, zwei Opern und verfasste unter Pseudonym Franz Naumann Operntexte. Am 3. August 1866 starb er im Hause seiner Tochter Doris Raff in Wiesbaden, die den Komponisten Joachim Raff geheiratet hatte.

## Bedeutung
Zu seiner Zeit erfuhr Genast große Wertschätzung als fleißiger Sänger und Schauspieler. In seinem Buch Rückblick auf das Leipziger Theater beurteilte ihn Küstner sehr eingehend. Sowohl Oper als auch rezitierende Schauspiele, sowohl das ernste als auch das lustige Fach, sowohl die älteren wie auch die jüngeren Rollen des Schau- und Singspiels, schließlich sowohl die poetischen Dramen als auch Konversationsstücke beherrschte er vollkommen. In der Oper erstreckte sich sein Repertoire auf sämtliche erste Bass- und Baritonpartien. Er sang den Sarastro und den Zampa. Ebenso wirkte er im Schauspiel in höchst unterschiedlichen Rollen. Er spielte den Wallenstein in dem gleichnamigen Stück von Friedrich Schiller, den Alp in Zeitgeist, den Götz und Zacharias Styx, den König Philipp in Don Carlos von Friedrich Schiller und den Schuster in Lumpaci Vagabundus. Am Ende seiner Theaterlaufbahn trat er nur noch als Schauspieler auf. Er gilt als einer der letzten großen Vertreter des „Weimarischen Stils“.

## Werke
- Die Sonnenmänner, Oper (UA 1828);
- Die Verräter in den Alpen, Oper, 1833.
- Gesangsstück Die letzte Stunde des Hauses von Moritz Gottlieb Saphir, für eine Singstimme mit Orchester oder Pianoforte; Partitur, Julius Wunders Musik-Verlag, Leipzig, um 1845.
- Genast, Eduard: Aus dem Tagebuche eines alten Schauspielers 4 Bände, Voigt & Guenther, Leipzig, 1862–1866
  - Band 3, Ernst Julius Günther, Leipzig 1865 (books.google.de)
  - Band 4, Ernst Julius Günther, Leipzig 1866 (books.google.de)

## Anekdoten
Aus Eduard Genasts Aus dem Tagebuche eines alten Schauspielers:
- In der Aufführung Der zerbrochene Krug von Kleist spielte der Dorfrichter so breit und langweilig, dass die anderen Schauspieler die Lust daran verloren. Als ein herzoglicher Beamter das Stück auspfiff, befahl der Herzog Carl August ihn für drei Tage in Arrest zu setzen. „Den andern Tag soll Goethe gegen Riemer, der es Genast mitteilte, bemerkt haben: ‚Der Mensch hat gar nicht so Unrecht gehabt; ich wäre auch dabei gewesen, wenn es der Anstand und meine Stellung erlaubt hätten. Des Anstands wegen hätte er eben warten sollen, bis er außerhalb des Zuschauerraums war.‘“
- Im August 1818 drehte Goethe morgens im Zimmer seine Runden und genehmigte sich dabei jeweils ein Glas Rotwein. Goethe fragte den eintretenden Rehbein zufällig nach dem Datum und hörte ungläubig die Antwort, denn er hielt daran fest, dass dies der 28. sein Geburtstag sei. Als sein Diener ebenfalls meinte, es sei der 27., sagte Goethe zu seinem Diener: „Daß dich - Kalender her!“ Karl brachte den Kalender. Goethe (nach langer Pause): „Donnerwetter! Da habe ich mich umsonst besoffen“.